# Jonas Anton Hielm

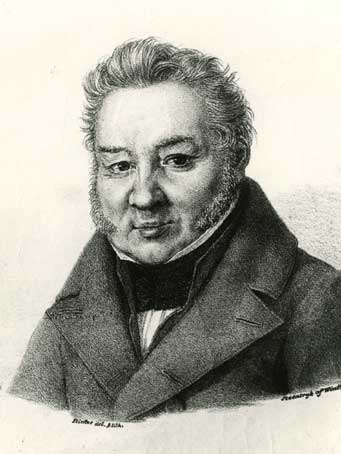
Jonas Anton Hielm

Jonas Anton Hielm (* 30. Dezember 1782 in Kristiansand; † 30. März 1848 in Christiania) war ein norwegischer Jurist und Politiker.
Seine Eltern waren der Regimentsquartiermeister und Auditeur Børge Jonassen Hielm (1740–1810) und seiner Frau Hulleborg Abel (1762–1834). Am 30. Dezember 1807 heiratete er in Kopenhagen Sophie Magdalene Bøegh (8. August 1788–28. Januar 1863), Tochter des Amtsverwalters Nils Sommerfelt Bøegh und dessen Frau Dorothea Kraft.

## Hielms Zeit in Kopenhagen
1800 legte er sein juristisches Examen in Kopenhagen ab. Ab 1803 war er Auditeur bei verschiedenen Regimentern in Kopenhagen, wo er sich bei dem englischen Angriff 1807 auszeichnete, 1811 Oberauditeur und 1812 Anwalt am Obersten Gerichtshof in Kopenhagen. Gleichwohl lebte er in Kopenhagen unter schwierigen finanziellen Verhältnissen.
Er hatte ein großes nationales Interesse an Norwegen, und als in Kopenhagen im Februar 1814 „Nordmandsforeningen“ (Norwegervereinigung) gegründet wurde, war er dort eifriges Mitglied. Er wurde dort auch Mitglied des Vorstandes. Als das Gerücht über einen Aufstand in Norwegen gegen den Kieler Frieden vom 14. Januar 1814 erreichte, bot er Christian Friedrich seine unterstützende Mitarbeit an. Aber bis er seine Positionen in Kopenhagen aufgegeben hatte und im September nach Norwegen gekommen war, hatte sich die Lage geändert.

## Hielms Wirken in Norwegen

### Sein Aufstieg
In den folgenden Jahren war Hielm auf vielen Gebieten tätig, sowohl als Jurist als auch als Leiter der Opposition. Zunächst ließ er sich in Christiania als Rechtsanwalt nieder, und ab November 1814 war er Anwalt am Obersten Gerichtshof. 1815–1816 war er Dozent für Rechtskunde an der Universität. 1815–1821 war er Staatsrevisor und spielte bei der Organisation der Staatsrevision eine wichtige Rolle.
Die Jahre 1814 bis 1821 waren die Jahre, in denen Hielm seinen Ruhm als Advokat begründete. Er war als Verteidiger gefürchtet und respektiert. Seine Kanzlei florierte, und er verdiente gut. In dieser Zeit hatte er viele Verfahren wegen Druckfreiheit und Pressefreiheit zu betreuen. Aber seine sehr direkte Art und Weise, in der mündlichen Verhandlung zu argumentieren brachten ihm nicht selten Bußen wegen ungebührlicher Rede ein.
1820 wurde Hielm Regierungsadvokat. Aber es zeigte sich, dass er in dieser Rolle in Konflikt mit seiner Rolle in der Opposition kam. Er war häufiger Autor in Det Norske Nationalblad und wurde als der eigentliche Mann hinter der Zeitung angesehen, auch wenn formell sein jüngerer Bruder Hans Abel als Herausgeber fungierte. Aber Hielm führte seinen Kampf gegen die Regierung auf vielen Feldern. Er unterhielt 1815, 1816 und 1818 gute Beziehungen zur Opposition im Storting und versorgte sie mit Argumenten und Anträgen.

### Sein Niedergang
Das Ende seiner Rechtsanwaltskarriere kam 1821 durch zwei anonyme beleidigende Artikel im Nationalblatt gegen Christian Magnus Falsen. Es handelte sich um eine der vielen Pressefreiheitssachen gegen seinen Bruder, der das Nationalblatt herausgab, und dieser weigerte sich, den Verfasser anzugeben. Deshalb wurde dieser des Landes verwiesen und später zu einer Gefängnisstrafe verurteilt. Hielm bewog nun einen Studenten, der wegen Unterschlagung zu einer Gefängnisstrafe verurteilt worden war, sich als Verfasser auszugeben. Aber als dies herauskam, wurde er selbst angeklagt, verurteilt und 1822 von seinem Amt als Regierungsadvokat und Rechtsanwalt vor dem Obersten Gericht suspendiert. Nach kurzer Zeit musste er einräumen, dass sein Bruder hinter dem Artikel gestanden hatte, worauf auch dieser verurteilt wurde. Es waren viele Vorwürfe, die gegen Hielm erhoben wurden, und der Prozess zog sich hin. In erster Instanz wurde er zum Verlust seiner Ämter und zur Landesverweisung verurteilt. 1825 wandelte das Oberste Gericht die Strafe in eine Geldstrafe von 500 Speziesthaler um. Kurz darauf wurde er als Regierungsadvokat abgesetzt, eine juristisch zweifelhafte Entscheidung, und er verfasste eine lange Verteidigungsschrift an das Storting, indem er darlegte, dass hier eine weitverzweigte Verschwörung gegen ihn stattgefunden habe. Er erhielt zwar sein Amt nicht zurück, aber das Storting gab ihm eine jährliche Zuwendung von 504 Speziesthaler als Pension. Das alles führte zu einer Feindschaft zwischen den beiden Brüdern und zu weiteren Prozessen zwischen ihnen über die finanzielle Abrechnung bei Det Norske Nationalblad.

## Hielms Einsatz für die norwegische Sprache
Nun kam eine schwere Zeit. Seine Kanzlei war zerstört, und seine Gesundheit verschlechterte sich. Er kaufte ein Haus auf Jeløy, einer großen Insel im äußeren Oslofjord. Dort schrieb er und gab die Almindeligt Norsk Maandesskrift (Allgemeine norwegische Monatsschrift) heraus. Dort setzte er sich für alles Norwegische und die Norwegisierung der Sprache ein. Er meinte, dass die Nationalsprache die gesprochene Sprache sei und fand drei Hauptdialekte: „Fjellmål“ (Sprache in den Bergen) mit starker Verwandtschaft mit dem Altnorwegischen, „Bymål“ (Sprache in den Städten) mit einer Grundlage im Norwegischen, und die Schriftsprache, die Dänisch war. Er stellte sich eine norwegische Schriftsprache vor, die aus dem „Bymål“ zu entwickeln wäre, aber viele Wörter aus der „viel vollkommeneren Bauernsprache“ übernehmen müsste. Er schlug vor, zunächst eine Norwegische Grammatik und ein norwegisches Wörterbuch zu verfassen.

## Hielm als Politiker

### Hielms Initiativen
Da Hielm auf Jeløy Grundbesitzer geworden war, hatte er das passive Wahlrecht zum Storting erlangt. Er wurde 1830, 1833, 1836/1837 und 1842 als Delegierter für Smaalenes Amt (heute Østfold) gewählt. Er war in dieser Zeit auch Mitglied des Lagtings. Er war im Storting Mitglied der Opposition und vertrat nationale und liberale Gedanken. Im sogenannten Bauern-Storting 1833 war er Mitstreiter von John Neergaard und war juristischer Berater der Bauernopposition und deren Leiter Ole Gabriel Ueland, fand aber in seinen Anliegen nicht die gleiche Unterstützung. Auch bei Henrik Wergeland fand er publizistische Unterstützung. Er wollte aus der Bauernopposition zusammen mit den Liberalen eine politische Partei schmieden. Parteien gab es noch nicht, sondern die Abgeordneten schlossen sich als lose Interessengruppen von Fall zu Fall hinter einem Wortführer zusammen. Während die Bauernopposition eine extreme Sparsamkeit im Staatshaushalt verfolgte, trat er für die Bewilligungen für bessere Gehälter, die Universität und bessere Gefängnisse ein. Auch in der Außenpolitik, nationalen und konstitutionellen Fragen hatte er oft andere Ansichten als die Bauernopposition. Er setzte sich für die völlige Gleichstellung von Norwegen und Schweden in der Union ein. Ebenso setzte er sich für den freien Zugang der Juden zum Reich ein, denen zu seiner Zeit nach § 2 der Verfassung das Betreten von Reichsboden untersagt war.
1830 unterbreitete er den Vorschlag, dass in Angelegenheiten der norwegischen Außenpolitik nicht die schwedische Regierung allein handeln dürfe, sondern nur in Zusammenarbeit mit der norwegischen Regierungsabteilung in Stockholm. Viele meinten, der Vorschlag gehe zu weit, und das Unionskomitee behandelte den Antrag 1830 nicht. Das Storting behielt das Thema 1833 auf der Tagesordnung und so wurde beschlossen, den Antrag bis 1836 auszusetzen. Inzwischen erließ der König eine Resolution, dass der norwegische Staatsminister oder ein Staatsrat im ministeriellen Staatsrat anwesend sein musste, wenn die außenpolitischen Entscheidungen Norwegen betreffen sollten. Die Auswahl der konsularischen Vertretung sollte der schwedisch-norwegische Gesamtstaatsrat vornehmen und die konsularischen Beamten sollten ihren Amtseid auf die schwedische und die norwegische Regierung leisten. Dies war eine Lösung gewesen, die der moderate Teil des Stortings empfohlen hatte. Doch Hielm und seine Anhänger waren damit nicht zufrieden und wiesen die Lösung 1839 zurück. Sie wollten völlige Gleichstellung der beiden Länder.

### Der Flaggenstreit

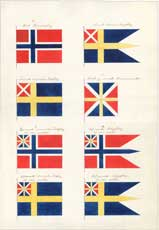
Vorschlag Hielms

Im „radikalen Storting“ 1836 wollte Hielm erreichen, dass Norwegen eine eigene Handels- und Kriegsflagge erhalte. Bislang mussten die norwegischen Schiffe die schwedische Flagge mit einem Unionsfeld führen. Hielm schlug vor, dass beide Länder je ihre eigene Flagge mit dem Unionsfeld haben sollten. Es wurde eine Eingabe an den König in dieser Sache vorbereitet, in der außerdem wieder auf die völlige Gleichstellung der beiden Länder bestanden wurde. Die Eingabe kam aber nicht zustande, da der König das Storting am 8. Juli 1836 auflöste und abschaffte. Im Herbst trat das Storting aber trotzdem zusammen und brachte die Flaggenfrage wieder auf die Tagesordnung. Die von Norwegen gewünschte Handelsflagge durfte ab 1838 auf eigenes Risiko auf allen Meeren geführt werden. Dieser Erfolg wurde im Wesentlichen Hielm zugeschrieben, und er wurde als Nationalheld gefeiert, allen voran von Henrik Wergeland. Der sogenannte „Flaggenstreit“ endete erst mit der Thronbesteigung Oskars I. 1844, indem die norwegische Flagge der schwedischen in allem gleichgestellt wurde. Erst im Flaggengesetz von 1899 wurde das Unionsfeld entfernt.

## Die letzten Jahre

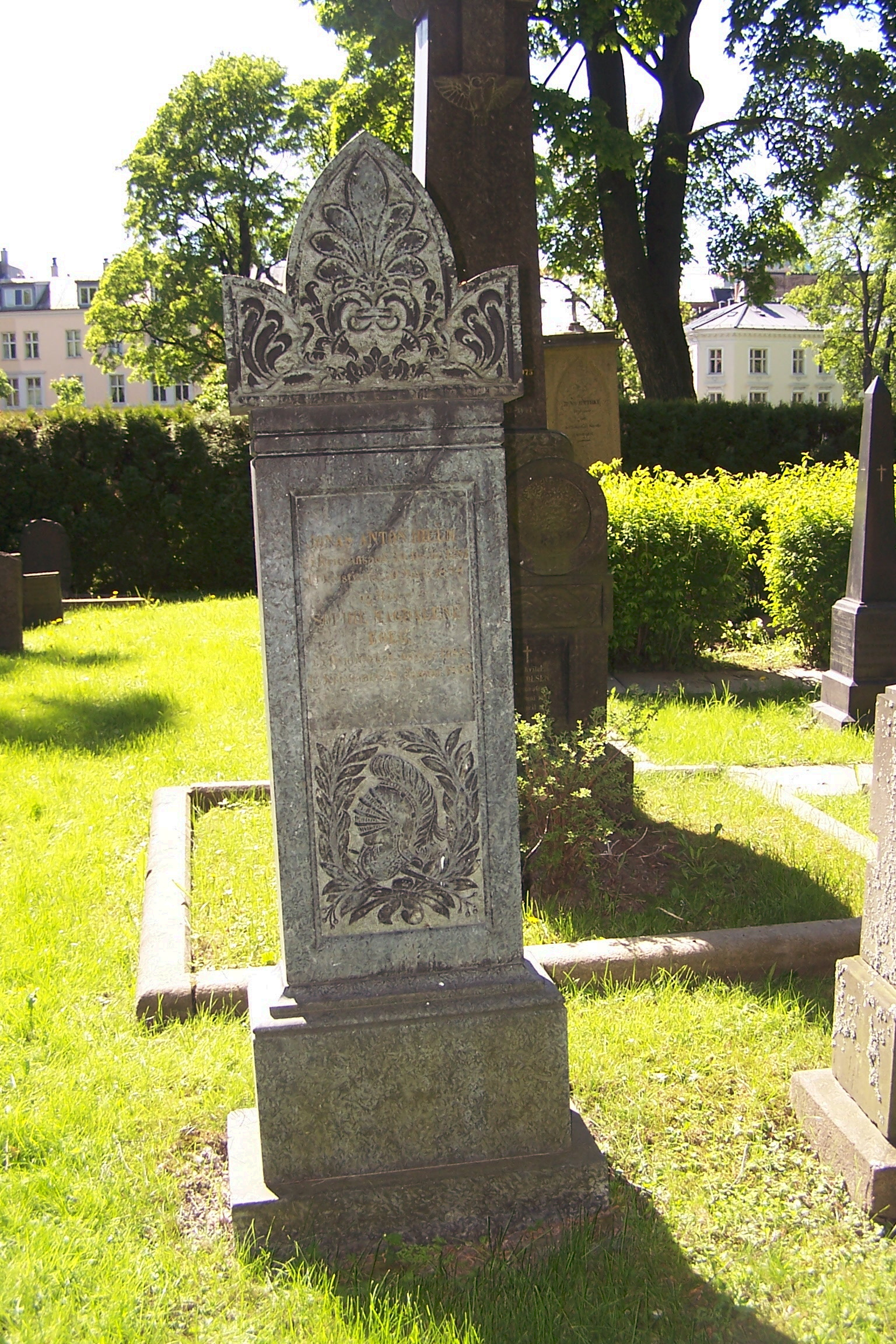
Grab von Jonas Anton Hielm auf dem Friedhof Vår Frelsers gravlund in Oslo

1842 war Hielm krank. Gleichwohl kämpfte er weiterhin für die Abschaffung des sogenannten „Judenparagrafen“ in der Verfassung. Er nahm zwar seine Tätigkeit als Anwalt am Obersten Gericht wieder auf, wurde aber nicht mehr in gleicher Weise tätig wie in den 30er Jahren. Er nahm 1847 seinen Abschied und starb ein Jahr darauf.